# Knutschfleck

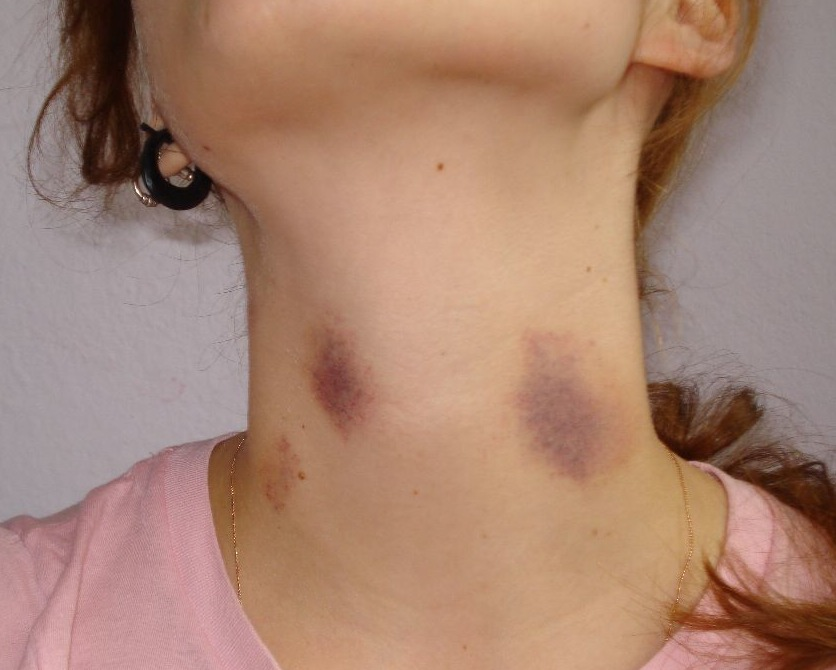
Drei Knutschflecke am Hals in verschiedenen Stadien; Das hypobare Hämatom auf der rechten Seite des Bildes ist circa 1 Tag alt, das obere, große linke Hämatom ist circa 1 zu 2 Stunden alt, während das linke untere Hämatom sehr neu, circa 30 Minuten alt ist.

Ein Knutschfleck (auch hypobare Sugillation) ist eine durch Unterdruck hervorgerufene Hautblutung, die durch das meist zärtlich gemeinte Saugen oder Beißen an erogenen Körperstellen wie zum Beispiel dem Hals entsteht. Knutschflecke sind insbesondere in den Jahren der ersten sexuellen Kontakte – je nach Träger und Urheber – häufig mit einem Halstuch oder durch Überschminken versteckte Peinlichkeiten oder offen zur Schau gestellte Trophäen. 
Knutschflecke entstehen wie blaue Flecke durch das Platzen kleiner Blutgefäße. Das Blut verteilt sich daraufhin im umliegenden Gewebe. Knutschflecke halten sich meist nur etwa eine Woche, selten länger als vier Wochen. Sie durchlaufen wie sogenannte „blaue Flecke“ verschiedene Phasen: von Rot über Blau und Grün bis hin zu Gelb. Kühlung mit Eis (z. B. einer Kaltkompresse) oder dimetindenhaltigen Gels beschleunigt die Heilung.

## Trivia
1983 gab es den NDW-Hit Der Knutschfleck der Sängerin Ixi. 